# Ives Tongue
Ives Tongue är en udde i Antarktis. Den ligger i Östantarktis. Australien gör anspråk på området.
Terrängen inåt land är huvudsakligen platt, men åt nordväst är den kuperad. Havet är nära Ives Tongue åt sydost. Trakten är obefolkad. Det finns inga samhällen i närheten. 